# 포트아일랜드

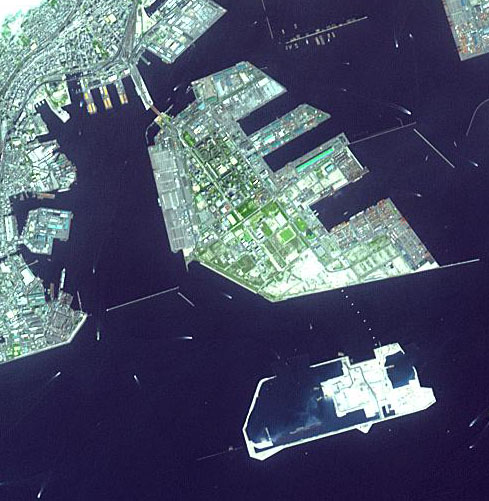
포트아일랜드

포트아일랜드(일본어: ポートアイランド 포토아이란도[*])는 일본 효고현 고베시 주오구 고베 항에 있는 인공섬이다. 고베 대교와 항 섬 터널에서 고베 중심부와 연결되어 도시 기능을 대충 갖추고 있다.

## 같이 보기
- 롯코 아일랜드